# 쇼나이정 (오이타현)
쇼나이정(庄内町)은 오이타현 거의 중앙에 위치해 오이타군에 속했던 정이다. 오이타시와 오이타군 유후인초의 거의 중간 지점에 위치하며 오이타시의 베드타운으로서의 역할도 담당하고 있다. 숲과 물 등 자연에 둘러싸여 있으며, 쇼나이 가무악 등 전통 예능이 활발하다.
2005년 10월 1일에 오이타군 하사마정, 유후인정과 합병, 시로 승격해 유후시가 되었다.

## 역사
- 1954년 11월 1일 - 5개촌이 대등합병해 쇼나이촌이 되었다.
- 1955년 4월 1일 - 정으로 승격해 쇼나이정이 되었다.
- 2005년 10월 1일 - 하사마정, 유후인정과 대등합병, 시로 승격해, 유후시가 되어 소멸하였다.

## 교통

### 철도
- 규슈 여객철도 규다이 본선

### 도로
- 국도 210호선